# Edward Maclean
Edward Maclean (* 20. April 1974 in Akwatia, Ghana) ist ein deutscher Bassist, Bandleader und Komponist.

## Leben
Edward Maclean ist als jüngster von drei Brüdern im Rheinland aufgewachsen. Er begann im Alter von 13 Jahren E-Bass zu spielen. Nach dem Abitur studierte er in Aachen zwei Semester Medizin, zog dann nach Berlin. Er studierte Musik an der Hochschule für Musik „Hanns Eisler“ und schloss dieses Studium mit einem Diplom ab. Während des Studiums begann er auch Kontrabass zu spielen. In Berlin hat er als Bassist und musikalischer Leiter von Projekten gewirkt: Er arbeitete mit Denyo, Peter Fox, Colin Towns (Blue Touch Paper), Ron Spielman, Jessica Gall, Clara Hill, Dendemann, später auch mit Femme Schmidt, Chima und den Söhnen Mannheims.
Im Laufe der Jahre sind Komposition und Produktion immer mehr in den Vordergrund gerückt, und er hat 2012 sein Soloprojekt Edward Maclean gegründet. 2013 hat er sein Debüt-Album Edward Maclean’s Adoqué veröffentlicht. Seine Single From Bamako to Abidjan - The Reworks wurde bei Jazzthetik als schönste Platte des Jahres erwähnt. 2017 folgte mit Tobias Backhaus, Christian Kögel, Matti Klein und Sebastian Borkowski sein zweites Album Me & You. Auch komponiert er Stücke zusammen mit anderen Künstlern wie Eska, Fetsum oder Chima.
Für das Projekt Söhne Mannheims Jazz Department arrangiert und produziert er Songs der Band Söhne Mannheims.
2021 tritt er erstmals als Filmmusiker in Erscheinung. Zusammen mit Hannah von Hübbenet komponiert und produziert er Musik für den Dokumentarfilm Schwarze Adler.

## Bandprojekte (Auszug)
- Denyo (E-Bass) 2001–2002
- liveDEMO (E-Bass, Musical Director) 2003–2011
- Jessica Gall (Kontrabass) 2005–2011
- Clara Hill (E-Bass, Bass Synth) 2008
- Ron Spielman Trio (E-Bass), 2008–2014
- Peter Fox (E-Bass) 2008–2009
- Dendemann (E-Bass, Moog Bass, Musical Director),  2008–2019
- Nils Wülker (Kontrabass & E-Bass) ab 2010
- Blue Touch Paper (E-Bass) 2010–2013
- Edward Maclean, ab 2012
- Femme Schmidt (E-Bass. Kontrabass, Musical Director) 2012–2015
- Chima (E-Bass, Moog Bass, Musical Director) 2012–2015
- Söhne Mannheims (E-Bass, Musical Director) ab 2013
- Neo Magazin Royale mit Dendemann & die Freie Radikale (E-Bass, Moog Bass, Musical Director) 2015–2016
- Söhne Mannheims Jazz Department (Musical Director, E-Bass, Kontrabass, Produktion) ab 2020

## Diskografie (Auswahl)
- 2006: Clara Hill – All I Can Provide
- 2007: Jessica Gall – Just Like You
- 2007: Ron Spielman Trio - Absolutely Live
- 2008: Clara Hill – Folkwaves
- 2009: Jazzanova – Of All the Things
- 2009: Peter Fox – Live aus Berlin[4]
- 2010: Oceana – Love Supply
- 2010: Jessica Gall – Little Big Soul
- 2011: Blue Touch Paper – Stand Well Back
- 2012: Nils Wülker – Just Here Just Now
- 2012: Fetsum – The Colors of Hope
- 2012: Ron Spielman Trio – Electric Tales
- 2013: Blue Touch Paper – Drawing Breath
- 2013: Edward Maclean – Edward Maclean’s Adoqué
- 2013: Edward Maclean’s Adoqué – The Reworks: From Bamako to Abidjan
- 2014: Söhne Mannheims - Elyzion
- 2014: Chima - Von Steinen und Elefanten
- 2015: Nils Wülker - Up
- 2015: Fabian Römer - Kalenderblätter
- 2015: Eska – Eska
- 2016: Söhne Mannheims – Evoluzion live
- 2017: Edward Maclean – Me & You
- 2017: Nils Wülker – On
- 2017: Yvonne Catterfeld – Guten Morgen Freiheit
- 2018: Nils Wülker – Decade Live
- 2020: Söhne Mannheims Jazz Department[5]
- 2021: Soundtrack Schwarze Adler